# Châteaurenault (Schiff, 1902)
Die Châteaurenault war ein Geschützter Kreuzer 1. Klasse der französischen Marine, der 1898 vom Stapel lief. Das Einzelschiff sollte wie weitere große Geschützte Kreuzer 1. Klasse im Kriegsfall Handelskrieg führen. Im Ersten Weltkrieg wurde die Châteaurenault als Truppentransporter am 14. Dezember 1917 im Ionischen Meer durch das deutsche U-Boot UC 38 mit zwei Torpedos versenkt. Die Begleitschiffe und hinzukommende Helfer konnten 1.162 Mann retten. 270 Soldaten und Seeleute fanden beim Untergang der Châteaurenault den Tod. UC 38 wurde von den Begleitzerstörern versenkt.

## Baugeschichte
Die Châteaurenault lief durch einen Streik verzögert am 24. März 1898 in La Seyne-sur-Mer bei der Werft Forges et Chantiers de la Méditerranée vom Stapel. Sie blieb ein Einzelschiff in der französischen Marine. Ihre Äußeres war durch die vier gleichmäßig hintereinanderstehenden Schornsteine bestimmt – völlig einmalig in der französischen Flotte, deren große Kreuzer sich durch zwei weit auseinander stehende Schornsteingruppen auszeichneten.
Das am 23. Mai 1896 bestellte Schiff gehörte zu vier Geschützten Kreuzern 1. Klasse (croiseur protégé de 1e classe), die von der französischen Marine Ende des 19. Jahrhunderts beschafft wurden. Bei etwa gleicher Größe von etwas über 8000 t waren die Kreuzer, die im Kriegsfall vorrangig Handelskrieg führen sollten und deshalb auch als „croiseur corsaire“ bezeichnet wurden, recht unterschiedlich ausgeführt. Von den anderen Schiffen hatte nur die Guichen eine identische Bewaffnung.
Der Kreuzer war das erste Schiff der französischen Marine, das nach dem Marschall von Frankreich und Vizeadmiral François Louis de Rousselet, Marquis de Châteaurenault (1637–1716) benannt wurde, der die französische Flotte 1702 bei der Niederlage von Vigo befehligt hatte.

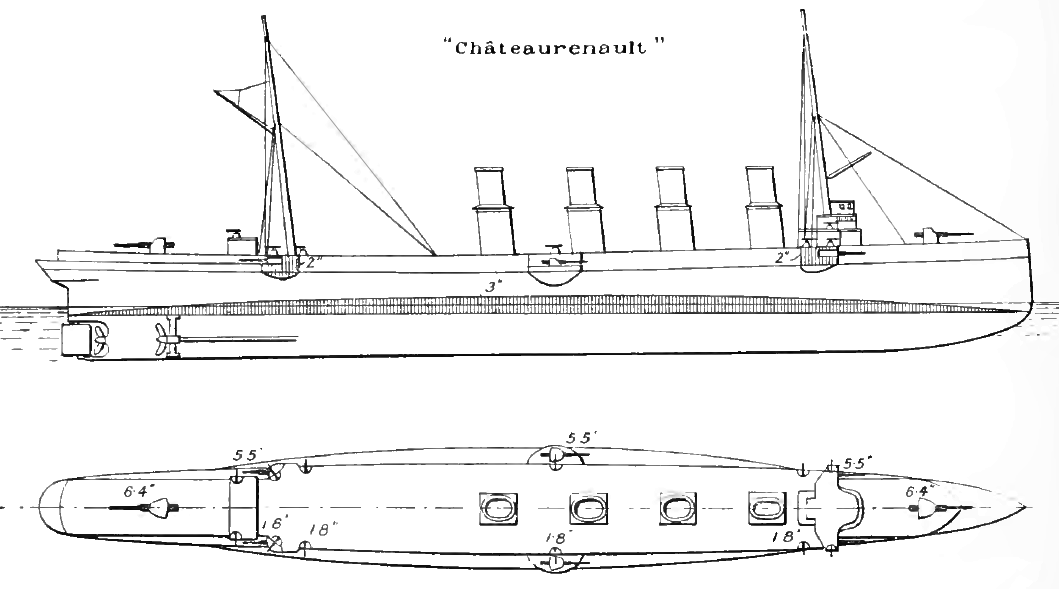
Riss der Châteaurenault aus Brassey’s 1902

Der Kreuzer hatte als Hauptbewaffnung zwei 16,4-cm-L/40-Kanonen des Modells 1893 am Bug und Heck in Einzellafetten mit Schutzschilden. Dazu kamen sechs seitlich angeordnete 13,8-cm-L/45-Schnellfeuergeschütze des Modells 1888 in Schwalbennestern an den Schiffsseiten, ebenfalls mit Schutzschilden für die Bedienung. Leichte Geschütze und zwei starre Torpedorohre an den Seiten vervollständigten die Bewaffnung. Die Châteaurenault hatten ein Panzerdeck von bis zu 75 mm Stärke aus Panzerplatten nach dem System Harvey. Ab dem 15. Oktober 1899 begannen die Abnahmetests des bewaffneten Schiffes in Toulon.

## Einsatzgeschichte
Die Erprobung der Châteaurenault zog sich bis 1902 hin. Dann wurde sie nach Ostasien entsandt, wo sie als Flaggschiff einer Division des französischen Ostasiengeschwaders diente. Am 7. November 1904 hatte sie vor Phan-Ran einen Unfall, als sie einen vorher nicht erkannten Unterwasserfelsen rammte. Zur Beseitigung des Schadens wurde sie in die Heimat verlegt, wo die Reparatur in Cherbourg erfolgte und sie anschließend der dortigen Reserve angehörte.
Am 15. Januar 1910 erfolgte eine erneute Indienststellung. Schon am 30. Januar 1910 lief sie bei Kap Spartel am Eingang der Straße von Gibraltar auf und konnte schließlich erst am 18. Februar mit Hilfe des Panzerkreuzers Victor Hugo freikommen, der die Châteaurenault nach Toulon schleppte, wo sie nach der Reparatur der dortigen Reserve zugeteilt wurde. 1913 wurde sie der „école des manœuvriers et charpentiers“ in Brest zur Ausbildung des seemännischen Nachwuchses zugeteilt.

### Kriegseinsatz
Beim Ausbruch des Krieges wurde die Châteaurenault wieder in den aktiven Dienst übernommen und ab 1915 im Mittelmeer zu Sicherungsaufgaben eingesetzt. Im Februar 1916 erfolgte eine Suchfahrt in den Südatlantik zur Abwehr deutscher Hilfskreuzer. Am 5. Oktober 1916 erreichte sie die Untergangsstelle der Gallia 35 Seemeilen südwestlich der Sardinien vorgelagerten Insel San Pietro, die von U 35 am Vortag versenkt worden war und konnte noch 1200 Mann retten. 1917 wurde sie vor allem als Truppentransporter für die sogenannte l’Armée d’Orient zwischen Tarent und Itea am Golf von Korinth eingesetzt.

## Verlust derChâteaurenault
Am 14. Dezember 1917 entdeckte das deutsche Unterseeboot UC 38 unter Oberleutnant zur See Hans Hermann Wendlandt die Châteaurenault begleitet von den Zerstörern Mameluk, Lansquenet und der Rouen in der Zufahrt nach Korinth. Der Kreuzer hatte 1432 Mann an Bord, davon 985 Soldaten, die nach Saloniki verlegt wurden. UC 38 griff den Kreuzer an und schoss einen Torpedo, der die Châteaurenault um 6:47 Uhr mittschiffs traf. UC 38 tauchte daraufhin auf etwa 38 m ab, als die Mameluk und Rouen auf sie zuliefen, während die Lansquenet die durch die Explosion über Bord geschleuderten Personen aufzunehmen suchte. Die Châteaurenault befahl ihren Begleitern, das an Bord befindliche Armeepersonal zu übernehmen, was gegen 7:26 Uhr abgeschlossen war. Der zur Unterstützung eingetroffene Fischdampfer Balsamine versuchte, die Châteaurenault abzuschleppen.

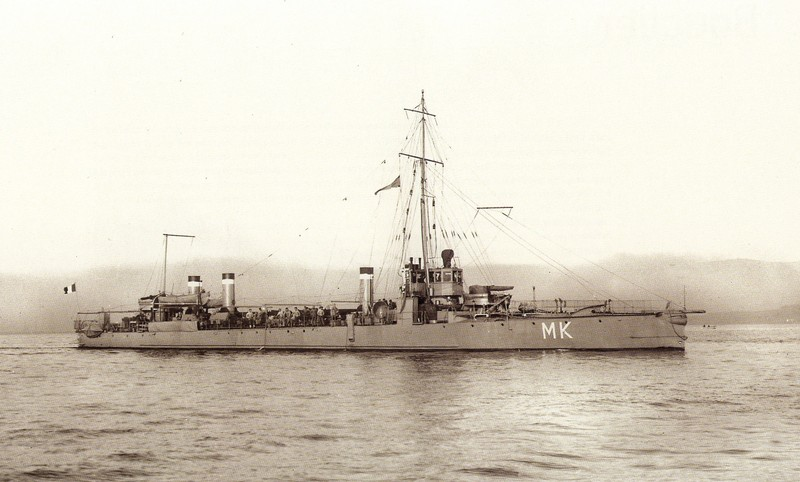
Die Mameluk

Das auf Sehrohrtiefe wieder herangekommene UC 38 schoss einen zweiten Torpedo auf die weiterhin schwimmende Châteaurenault, der um 8:20 Uhr traf, worauf die Châteaurenault schnell auf der Position 38° 15′ N, 22° 20′ O zu sinken begann. Die an Bord verbliebene Mannschaft konnte aber abgeborgen werden. Die Lansquenet  passierte bei der Aufnahme der Rettungsboote die Abschussstelle und warf sieben Wasserbomben, die ein Leck am U-Boot verursachten. Wendlandt befahl zu tauchen, um sich aus der Reichweite der Wasserbomben zu bringen. Durch ein fehlerhaftes Manöver stieg UC 38 jedoch und eine zweite Explosion brachte das Boot schwerbeschädigt an die Oberfläche und zwang den Kommandanten, sein Boot aufzugeben. Die Mameluk eröffnete sofort das Feuer auf das auftauchende U-Boot und warf weitere Wasserbomben. Mameluk und Lansquenet schossen weiter auf das Boot, das von seiner Besatzung verlassen wurde, bis es um 8:40 Uhr sank. Danach nahmen die französischen Zerstörer die Überlebenden auf. Die Angaben über die deutschen Verluste schwanken, ein französischer Bericht geht von 20 Geretteten und 5 bestätigten Toten und einer Besatzung von 27 Mann aus. Deutsche Quellen geben 20 oder 25 Gerettete bei 8 oder 9 Toten an. Von der Chateaurenault wurden 1.162 Mann durch die Rouen, Mameluk und Lansquenet sowie dazugekommenen Fischdampfern gerettet, die Todesopfer entstanden vor allem beim ersten Treffer durch die Explosion und das Fluten einiger abgeschlossener Räume.

## Die anderen Kreuzer 1. Klasse
| Schicksal der Schiffe | Schicksal der Schiffe                  | Schicksal der Schiffe | Schicksal der Schiffe | Schicksal der Schiffe | Schicksal der Schiffe |
| --------------------- | -------------------------------------- | --------------------- | --------------------- | --- | --------------------- |
| Name                  | Bauwerft                               | Stapellauf            | in Dienst             | Schicksal |                       |
| D’Entrecasteaux       | F.& Ch. Méditerranée, La Seyne-sur-Mer | 12. Juni 1896         | 1899                  | 1898 Ägäis, 1899 Indochina, 1900 Boxeraufstand, 1903 Reserve, 1915/16 Blockade der kleinasiatischen und syrischen Küste, 1916 Marokko, 1917 Schwarzes Meer, 1. Juni 1921 gestrichen, 1923 an Belgien, 1927 an Polen, 1932 weitgehend abgerüstet und als Hulk Baltyk in Danzig eingesetzt, 1. September 1939 Artillerieunterstützung der polnischen Armee, 1942 abgebrochen |                       |
| Guichen               | A. & Ch. de la Loire, St. Nazaire      | 26. Oktober 1897      | 1898                  | ab 1915 im Mittelmeer (Verteidigung des Suezkanals, dann Beteiligung an der Evakuierung der Armenier vom Musa Dağı), 1922 zum Abbruch verkauft |                       |
| Jurien de la Graviere | Arsenal Lorient                        | 26. Juni 1899         | 1903                  | ab 1915 im Mittelmeer, November/Dezember 1916 Blockade Griechenland, 1920 Syrien, 1922 zum Abbruch verkauft |                       |

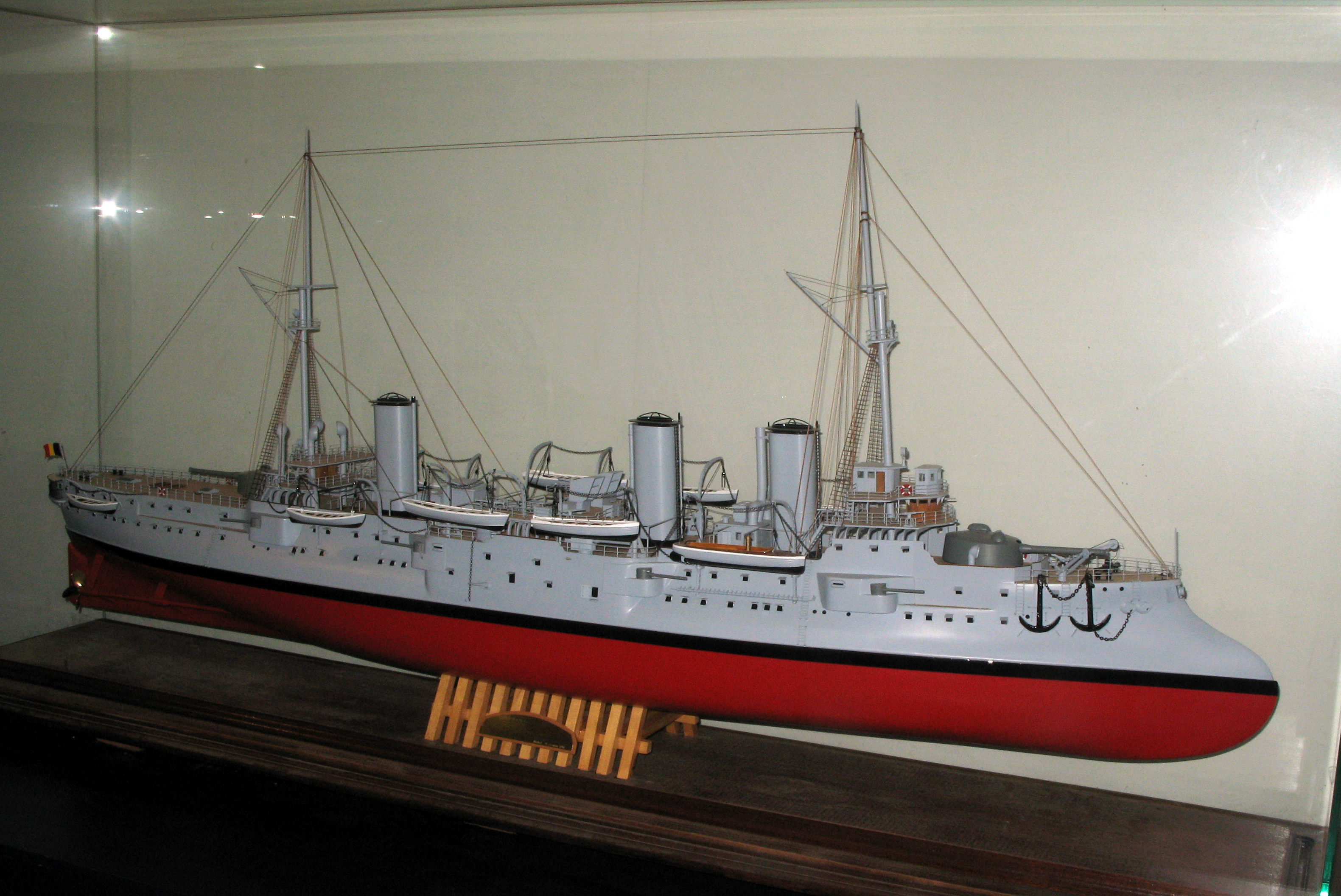
Modell der D’Entrecasteaux
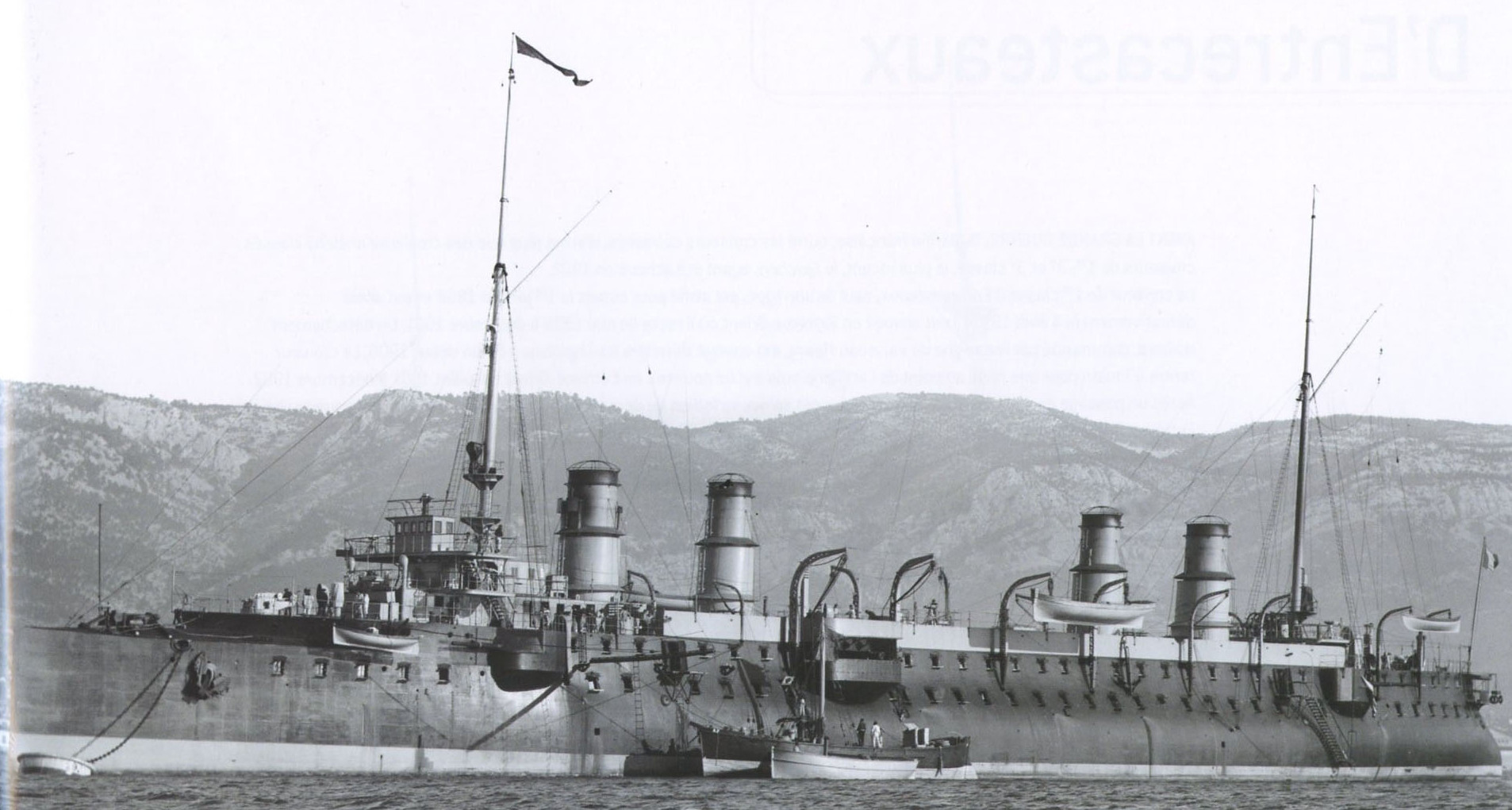
Die Guichen
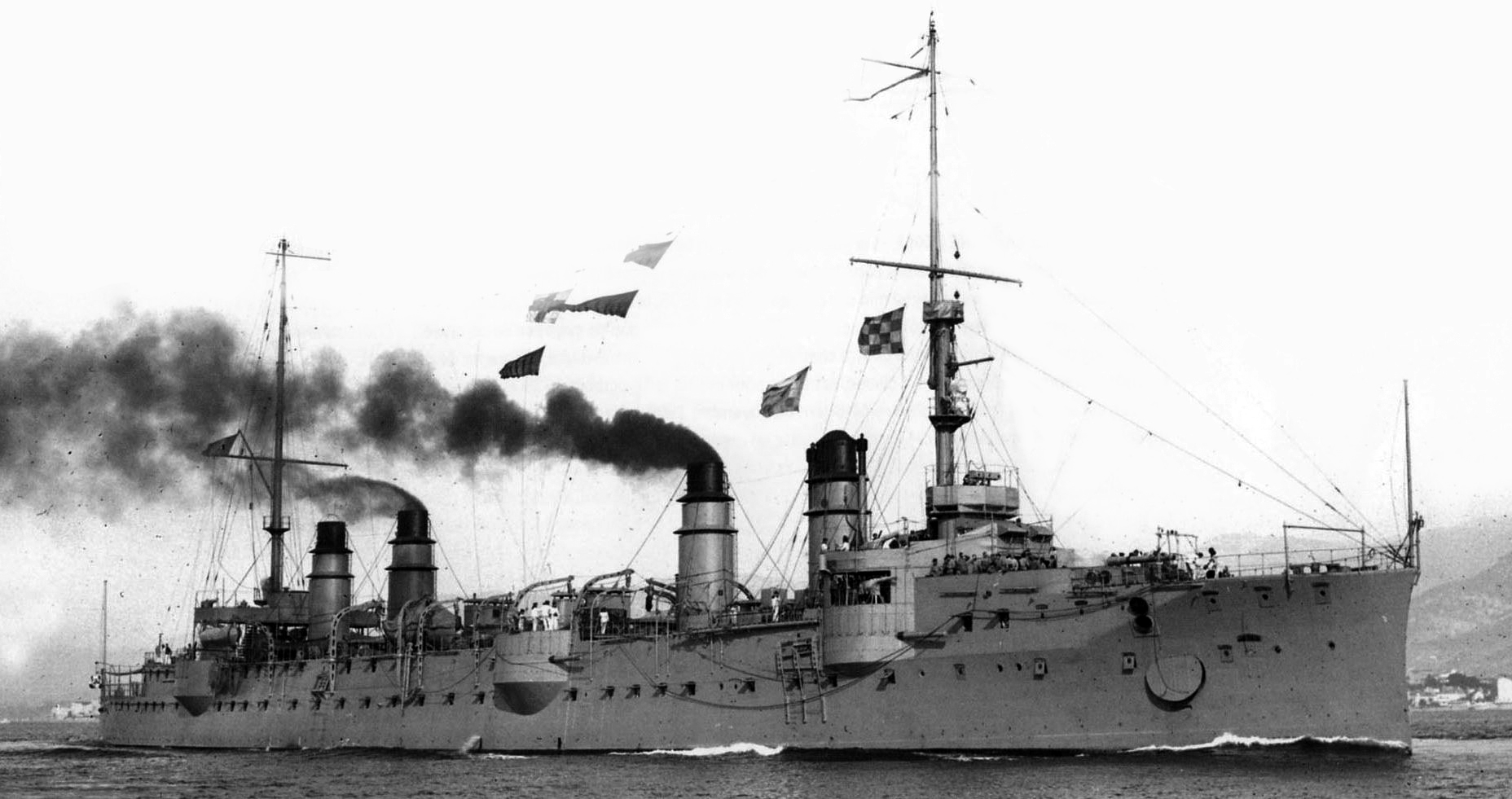
Die Jurien de la Graviere

Das Bild der D’Entrecasteaux wich stark von denen der drei anderen Einheiten ab. Sie war mit 126 Metern Länge kürzer, hatte drei Schornsteine (Zweiergruppe vorn + ein einzelner weiter hinten stehender Schornstein). Ihre Bewaffnung bestand aus zwei 24,0-cm-Geschützen in Drehtürmen sowie unter anderem acht 13,8-cm-Geschützen, davon sechs in Kasematten.
Die Jurien de la Graviere war 127 Meter lang und mit acht 16,5-cm-Geschützen bewaffnet, davon sechs in Kasematten.
Bei Indienststellung waren diese Kreuzer bereits veraltet. Das gilt aber auch für die etwa gleichzeitig in Dienst gestellten britischen Kreuzer der Diadem- und der Cressy-Klasse oder die deutschen Prinz Heinrich und Prinz Adalbert, vor allem wegen der bei unruhiger See unbrauchbaren Kasemattgeschütze, des fehlenden Unterwasserschutzes gegen Torpedoangriffe und der bei einigen Schiffen dieser Klassen auf das Kaliber von ca. 15,0 cm begrenzten Hauptbewaffnung, die bereits wenige Jahre später die Standardbewaffnung der Kleinen Kreuzer bildete.